# Consus
Consus war einer der Götter der römischen Religion, die nur durch wenige Textstellen und Inschriften belegt sind. Er war der Gott der eingebrachten Ernte. In dieser Eigenschaft bildete er ein Götterpaar mit Ops Consiva. Sein Altar in der Nähe des Circus Maximus lag, wie die gelagerte Ernte, unterirdisch und wurde nur während Consus’ Festen ausgegraben.
Seine Feste, genannt Consualia, wurden am 21. August (XII Kalendas Septembres) nach der Getreideaussaat und am 15. Dezember nach der Ernte gefeiert. An den Festen wurden Pferde-, Maultier- und vor allem Eselrennen veranstaltet, da der Esel das geheiligte Tier des Consus war. Außerdem wurden in der Landwirtschaft eingesetzte Tiere geschmückt.
Der Sage nach war Consus auch der Gott, welcher Romulus den Rat zum Raub der Sabinerinnen gab. Titus Livius berichtet, dass die Sabinischen Jungfrauen während der Consualien geraubt wurden. Allerdings überliefert er das Fest als dem Neptun equestri beweiht.
Noch in der Spätantike war im Circus Maximus ein Altar mit einer Weiheinschrift für Consus aufgerichtet.